# سیستم کوانتومی
بخشی از کل جهان که برای آنالیز یا مطالعهٔ مکانیک کوانتومی حاکم بر دوگانگی موج-ذره در آن سیستم در نظر گرفته می‌شود را یک سیستم کوانتومی می‌نامند. هر آنچه خارج از این سیستم باشد (محیط غیر از سیستم) برای مشاهدهٔ اثر آن بر سیستم مطالعه می‌شود. سیستم کوانتومی شامل تابع موج و اجزاء آن، از جمله مومنتوم و طول موج موجی که در سیستم تعریف شده‌است، می‌شود.